# Ногейра (Майа)
Ногейра (порт. Nogueira) — район (фрегезия) в Португалии, входит в округ Порту. Является составной частью муниципалитета Майа. Находится в составе крупной городской агломерации Большой Порту. По старому административному делению входил в провинцию Дору-Литорал. Входит в экономико-статистический субрегион Большой Порту, который входит в Северный регион. Население составляет 4478 человек на 2001 год. Занимает площадь 4,08 км².
Покровителем района считается Дева Мария (порт. Santa Maria).